# Aposta que Amas
Aposta que Amas é uma série portuguesa transmitida online de segunda a sexta às 10h15 no site da SIC Radical e na televisão aos sábados as 11h na SIC Radical.
Protagonizada por Luís Garcia, Sofia Mota e Luís Eusébio.

## Sinopse
Quando, no dia do seu aniversário, Lara (Sofia Mota) descobre que o seu amor Miguel anda envolvido com a sua melhor amiga Ana, o mundo dela desaba. Num acto de fúria e despeito, ela decide colocar um post vídeo no youtube a gritar isso mesmo para quem a queira ouvir.
Simão (Luís Eusébio) e Salvador (Luís Garcia) estão em casa de amigos quando vêem o vídeo de Lara. E, perante tanta veemência e despeito, Simão desafia Salvador numa aposta: este último tem 13 dias para conquistar o coração de Lara. 13 dias apenas para a fazer apaixonar-se por ele.
Salvador aceita o repto e lança-se numa conquista em contra relógio.
Mas a seta do cupido acerta onde menos se espera e Salvador acaba não só por conseguir conquistar o coração de Lara, como também por se apaixonar completamente por ela. Contudo não vão ter uma vida fácil. Simão não gosta de perder e não vai olhar a meios para os separar.

## Elenco Principal
- Sofia Mota - Lara
- Luís Garcia - Salvador
- Luís Eusébio - Simão
- Carolina Loureiro - Matilde
- Sara Cecília - Rita
- Ana Catarina Afonso - Isabel
- Jaime Beata de Almeida - Francisco